# Louis Armstrong
Louis Daniel Armstrong, även kallad "Satchmo" och "Pops", född 4 augusti 1901 i New Orleans i Louisiana, död 6 juli 1971 i New York i delstaten New York (av en hjärtattack), var en amerikansk jazztrumpetare, sångare och kompositör, upptäckt av King Oliver i New Orleans.

## Biografi

### Uppväxt
Armstrong uppgav ofta att han var född 4 juli 1900, ett datum som står i många biografier. Även om han avled 1971 var det inte förrän i mitten av 1980-talet som hans födelseattest hittades då man sökte igenom dopbevis. Av denna framgick att han egentligen var född den 4 augusti 1901.
Armstrong, som var barnbarn till före detta förslavade afrikaner, växte upp i en mycket fattig familj i New Orleans, Louisiana. Han tillbringade barndomen i ett fattigt område i Uptown New Orleans, som kallades “Back of Town”. Hans far övergav familjen då Louis var spädbarn och hans mor lämnade Louis och hans tre år yngre syster hos hans farmor och ibland hos hans farbror. Då han var fem år gammal flyttade han tillbaka till modern och hennes släktingar. Fadern såg han endast på parader. 
Han började på en pojkskola och det var troligtvis där han först fick höra den kreolska musiken, en musik som spelades av ättlingar till fransmän och förslavade afrikaner, och innehöll element från båda kulturerna. Han tjänade lite pengar som tidningspojke och genom att sälja bortkastad mat till restauranger, men inte tillräckligt för att mamman inte skulle behöva prostituera sig. Han vistades i dansställen nära hemmet och hämtade kol till Storyville, ett välkänt område avskilt för nöjesliv och prostitution. Där lyssnade han på banden som spelade på bordellerna och dansställena, som Pete Lala's där Joe "King" Oliver uppträdde och där andra kända musiker jammade. 
Han hoppade av skolan som elvaåring och gick med i en pojkkvartett som sjöng på gatorna för att få pengar. Kornettspelaren Bunk Johnson lärde den då elvaåriga Armstrong att spela på gehör på Dago Tony's Tonk i New Orleans, även om Armstrong då han blev äldre menade att det var Oliver som lärt honom det. Armstrong såg inte ungdomsåren som hemska, utan något att hämta inspiration från: “Varje gång jag blundar och blåser i min gamla trumpet så ser jag rakt in i hjärtat på det fina gamla New Orleans... Det har givit mig något att leva för.”
Armstrong arbetade även för en litauisk-judisk invandrarfamilj, Karnofskys, som hade en kolfirma. De behandlade honom som en familjemedlem och gav honom mat och husrum.. Han skrev senare memoarer om sin relation med familjen Karnofsky – Louis Armstrong + the Jewish Family in New Orleans, La., the Year of 1907. I den skriver han hur han redan som sjuåring upptäckte att den familjen också diskriminerades av vita, som ansåg att de var bättre än judar. Armstrong bar en berlock med en davidsstjärna resten av livet.

### Karriär
Armstrong utvecklade sitt kornettspel i ett band på ett hem för "färgade hittebarn", dit han flera gånger sänts på grund av olika förseelser, till exempel då han avlossat sin styvfars pistol under ett nyårsfirande. Armstrong blev ledare för bandet och de uppträdde runt om i New Orleans. När han var 13 år gammal började hans kornettspel uppmärksammats och när han var 14 släpptes han från ungdomshemmet och flyttade till fadern och styvmodern och sedan hem till modern. Han fick sitt första arbete på ett dansställe på Henry Ponce’s där Black Benny blev hans guide och beskyddare. Han hämtade kol på dagtid och spelade kornett på kvällstid. 
Louis Armstrong spelade stadens brassbandparader och lyssnade på äldre musiker, som Bunk Johnson, Buddy Petit och Kid Ory så fort han fick chansen. Främst var det Joe "King" Oliver som blev den unge musikerns mentor och fadersfigur. 
Han spelade i olika brassband och med Fate Marables orkester på en hjulångare på Mississippifloden samt i Kid Orys populära jazzband. Armstrong flyttade från New Orleans till Chicago för att ingå i King Olivers orkester som andrekornettist, men överglänste snart sin kapellmästare och idol. Sina första inspelningar gjorde Armstrong, som sideman i King Olivers orkester, 1923. I juni 1924 flyttade Armstrong till New York för att ingå i Fletcher Hendersons stora orkester och gjorde sin första inspelning med den orkestern i oktober samma år. Under tjugotalet gjorde Armstrong också en mängd inspelningar med olika bluessångerskor, såsom Bessie Smith, Ma Rainey, Sippie Wallace, Berta "Chippie" Hill och Alberta Hunter, men även med andra större och mindre jazzband. 
Armstrongs första egna grupp var en studiogrupp under namnet Louis Armstrongs Hot Five. Deras första inspelning gjordes 1925 med sättningen Louis Armstrong (kornett), Kid Ory (trombon), Johnny Dodds (klarinett), Lil Hardin Armstrong (piano) och Johnny St Cyr (banjo). Inspelningar under namnet Hot Seven, inkluderande trumslagaren Baby Dodds, förekom också. 
Under 1930-talet och en bit in på 1940-talet ledde Armstrong stora orkestrar som fick ett stort antal skivframgångar och även turnerad i Europa. Till Sverige kom han första gången 1933 och konserterade i både Stockholm och Göteborg. De utsända musikkritikerna från bl.a Aftonbladet och Göteborgs Handels- och Sjöfartstidning var inte nådiga i sin kritik och drog sig inte för att använda rent rasistiska tillmälen. 
Efter andra världskriget bildade Armstrong åter mindre grupper (oftast med trumpet, trombon, klarinett, piano, bas och trummor) under namnet Louis Armstrongs All-Stars. Sångerskan Wilma Middleton, trombonisten Jack Teagarden, trumslagaren Sidney Catlett och pianisten Earl Hines var några av de kända namnen i de första upplagorna av All-Stars, vilka flera gånger besökte Sverige.
Den 5 oktober 1955 gjorde han två bejublade konserter i Växjö gamla idrottshall. Det kom 3 000 personer, allt enligt ett gammalt urklipp från Smålandsposten. 
Allt från det första TV-framträdandet i Ed Sullivan show i november 1948 gjorde Armstrong en mängd TV-framträdanden, ibland som solist, ibland med sina All-Stars. Under ett Sverige-besök på 1960-talet gjordes även en TV-inspelning med Armstrong och hans All-Stars med sångerskan Jewel Brown. 
Sitt första framträdande i en film gjorde Armstrong redan 1930 och sedan i stort sett en film (kortfilm eller spelfilm) per år till 1970. Flera av filmerna rönte stor popularitet och några hade mer eller mindre biografisk karaktär, som  Satchmo the Great från 1957. Armstrong spelade även sig själv i filmen The Glenn Miller Story 1954.
Armstrong är en av jazzens verkligt stora legendarer och stilbildare. Han blev imponerad av Sidney Bechet som spelade väldigt individuellt och improviserat, så Armstrong tog efter honom och började spela som denne. Armstrong ägnade sig även åt scatsong och gjorde den populär, där Heebie Jeebies anses som första exemplet. Han medverkade även i flera filmer, såväl vanliga spelfilmer som mera biografiska. Han spelade in ett flertal låtar som West End Blues, Saint Louis Blues, Mack the knife, Georgia on my mind, You funny thing, Cabaret och What a wonderful world. Han sjöng även We Have All the Time in the World i Bond-filmen I hennes majestäts hemliga tjänst.
Under 1950-talet gjorde Armstrong högklassiga nya versioner av berömda tidigare inspelningar, Satchmo - a Musical Autobiography of Louis Armstrong ett LP-album med fyra skivor, liksom LP-skivor med musik skriven av W C Handy och musik förknippad med Fats Waller.  Det anses att Louis Armstrong inte bara påverkade jazzens utveckling utan att hans musik i hög grad ligger till grund för praktiskt taget all populär musik som framkommit efter honom.

## Utmärkelser
Asteroiden 9179 Satchmo är uppkallad efter honom.

## Filmografi i urval
- 1934 – København, Kalundborg og - ?
- 1943 – Svart extas
- 1947 – New Orleans
- 1948 – Vilda toner
- 1951 – Jazzen går vidare
- 1956 – En skön historia
- 1957 – Satchmo the Great
- 1958 – Five Pennies med Danny Kaye
- 1959 – En flicka en gitarr en trumpet
- 1961 – Paris Blues med Duke Ellington
- 1969 – Hello, Dolly

## Svensk bibliografi
- Armstrong, Louis: Satchmo: mitt liv i New Orleans (Satchmo: my life in New Orleans) (översättning: Claes Collenberg, Bonnier, 1955)
- Armstrong, Louis: Satchmo: mitt liv i New Orleans (översättning Görgen Antonsson, efterord Gösta Hägglöf, Bakhåll, 2008), ISBN 978-91-7742-273-0